# Řád svatého Ludvíka
Řád svatého Ludvíka (francouzsky Ordre Royal et Militaire de Saint-Louis) byl francouzský rytířský řád a vojenské vyznamenání.
Založil jej roku 1693 francouzský král Ludvík XIV. jakožto vojenské vyznamenání pro důstojníky a je významný tím, že šlo o první řád, který bylo možné udělit nešlechtici. Pojmenován byl po sv. Ludvíkovi.
Řád měl tři třídy – velkokříž, komandér a rytíř. Sestával z velmistra (francouzského krále), osmi velkokřížů, 28 komandérů a počet rytířů nebyl nijak omezen. Podmínkou pro udělení bylo deset let důstojnické služby a katolická víra. Řád byl zrušen roku 1792 za Francouzské revoluce, krátce byl obnoven za Ludvíka XVIII., načež byl definitivně zrušen roku 1830.

## Vzhled řádu
Odznakem je zlatý maltézský, bíle lemovaný kříž zakončený kuličkami. Mezi ramena kříže jsou vloženy zlaté lilie. V kulatém středu je znázorněna postava svatého Ludvíka v brnění s věncem v ruce na červeném poli. Okolo se vine zlatý nápis LUD • MAG • INS • 1693 (Ludovicus Magnus instituit 1693; Ludvík Veliký založil 1693). Na zadní straně je vyobrazen plamenný meč procházející vavřínovým věncem. Okolo nápis BELLICAE VIRTUTIS PRAEMIUM (Odměna za válečnou zásluhu). Stuha je červená.
Hvězda je stříbrný nesmaltovaný řádový kříž.

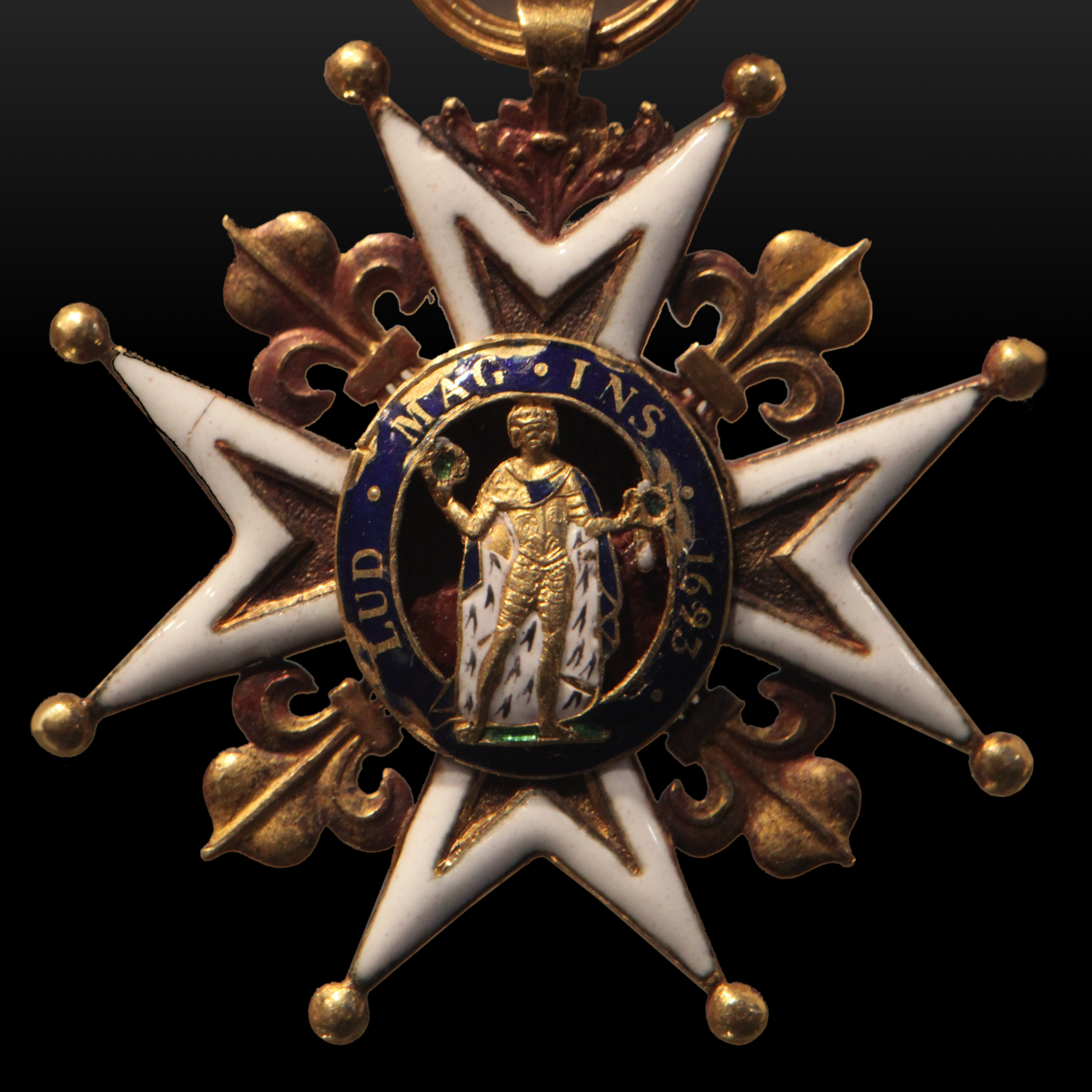
Kříž Řádu sv. Ludvíka